# Ardisia oxyphylla
Ardisia oxyphylla är en viveväxtart som beskrevs av Nathaniel Wallich. Ardisia oxyphylla ingår i släktet Ardisia och familjen viveväxter. Utöver nominatformen finns också underarten A. o. attenuata.